# Czachurki
Czachurki – wieś w Polsce położona w województwie wielkopolskim, w powiecie poznańskim, w gminie Pobiedziska. Należy do sołectwa Wagowo. Znajduje się około 30 kilometrów od Poznania i 20 kilometrów od Gniezna.
W latach 1975–1998 miejscowość administracyjnie należała do województwa poznańskiego. Czachurki zamieszkuje około 40 osób. Dojazd do Poznania nowo wybudowaną drogą S5 zajmuje około 20-40 minut. Czachurki otoczone są lasami, najbliższe jezioro znajduje się 2 kilometry na południe we wsi Jezierce. 